# Horní Újezd (okres Svitavy)
Obec Horní Újezd se nachází v okrese Svitavy v Pardubickém kraji. Žije zde 420 obyvatel.

## Historický vývoj názvu obce
Obec byla součástí oblasti "Újezdu na Lubném" a po dlouhý čas se používalo jak pro Dolní, tak i pro Horní Újezd pouze označení "Újezd" či jeho místních částí - Krásnovsi, Vísky, Podlubníčku a Cikova. Označení "Horní Aujezd" se poprvé objevuje v gruntovních knihách zámeckého panství Litomyšl v roce 1544 a postupně nahrazuje zápisy pro jednotlivé místní názvy.
- 1720 Ober Aujest
- 1764–1768, 1780–1783 Ober Aujest
- 1802 Ober Aujest
- 1862 Ober Oujezd
- 1877–1880 Horní Újezd

## Osady

### Krásnoves

#### Název obce

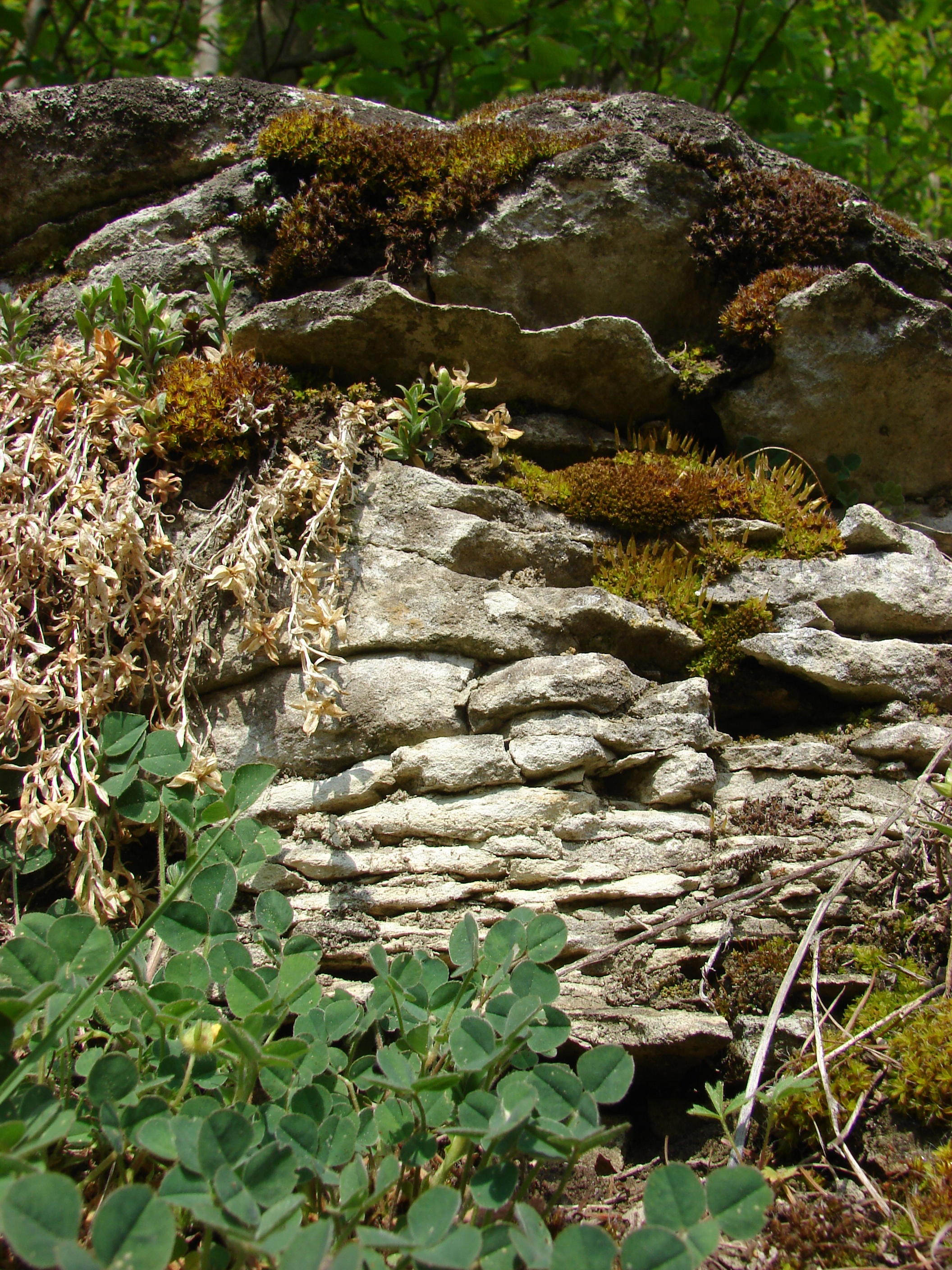
Podlubníček opukové skály

- Crasina villa (druhá polovina 14. století)
- Grasniowes (1764–1768, 1780–1783)
- Krasnowes (1836–1852)
- Krásnoves (1877–1880)

#### Historie
V době litomyšlského biskupa Jana IV. Železného (1388–1418), byla obec součástí biskupských statků. V roce 1417 dostala Markéta, dcera Kříže z Cerekvice, manželka Bachova, dědické podíly ve výši 10 kop. gr., po jejich dětech Mikulášovi a Kateřině, jež měla s Mikulášem z Krasinovy vsi.

#### Popis obce
- budova „nové školy“ s pamětní deskou nad vchodem s nápisem „V této obci se narodil 31. července 1894 hrdina ruských legií nadporučík 1. roty úderného praporu Jan Švec. Padl v boji za svobodu otčiny 26. června 1918 u stanice Šebarty na Sibiři“. V zadní části školy se nachází „stará škola“, dnes využívána jako mateřská školka. Původní škola v 1. polovině 19. století byla v domě při silnici ze Sebranic.
- kaple Povýšení sv. Kříže z let 1893/1894. K výročí 100 let proběhla rozsáhlá rekonstrukce - přístavba, nová střecha, pozlacení kopule a kříže.

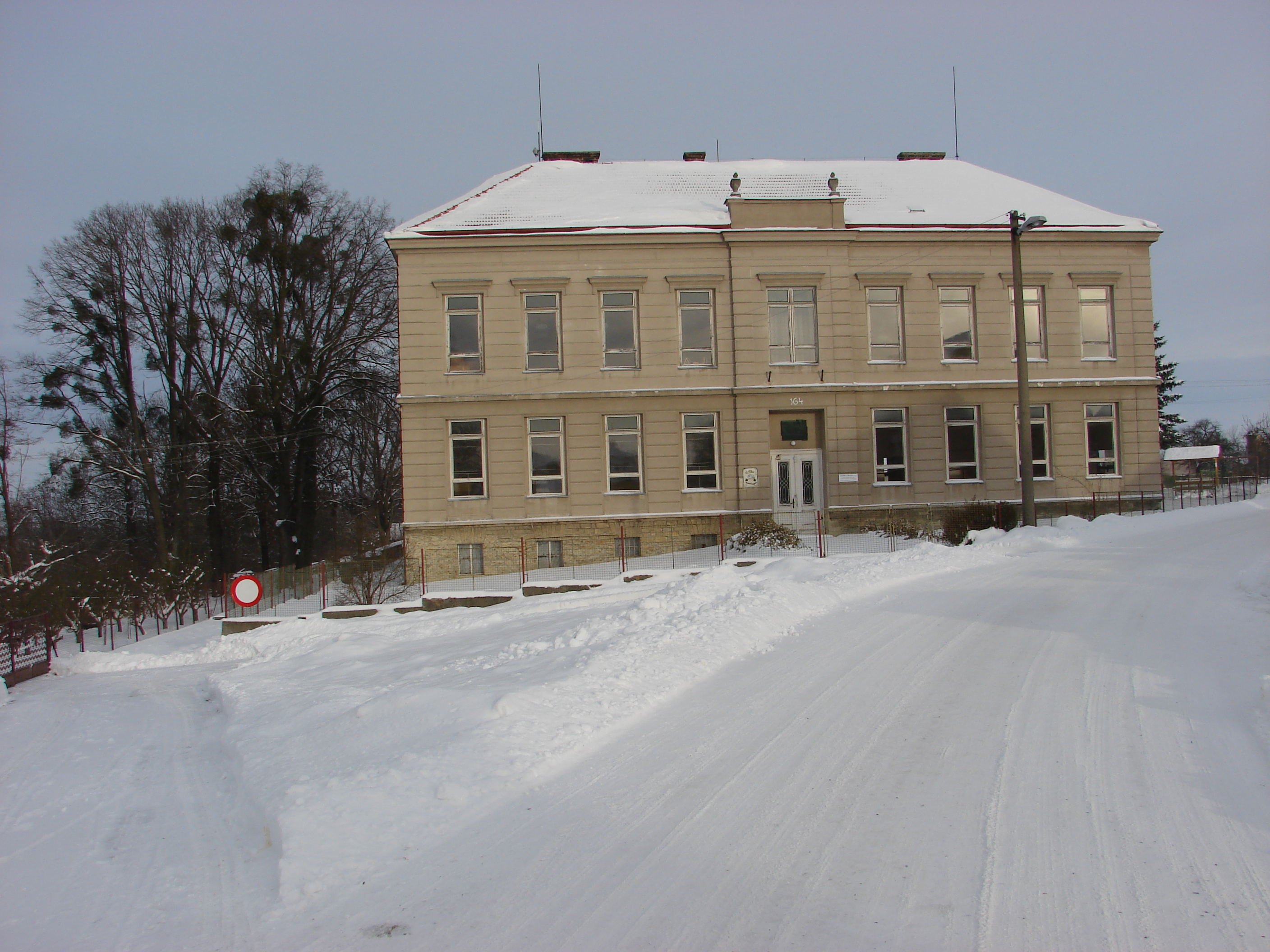
Krásnoves budova bývalé školy

- Krásnoves budova bývalé školypomník Obětem světové války 1914–1918 při silnici v obci s nápisem: „Sv. Václave, jenž jsi padl pro vlast. Oroduj za padlé v boji o štěstí vlasti!“ Jména padlých: Jan Švec, rus. leg. č. 13, Jan Bezděk č. 47, Tomáš Čejka č. 47, Josef Fulík č. 73, Josef Hurych č. 98, Emil Jindra č. 143, František Kladivo č. 4, Václav Kladivo č. 14, Josef Koníček č. 130, Jan Krejsa č. 2, Václav Krejsa č. 112, Jan Kučera č. 125, Jan Kučera č. 160, Bedřich Lipavský č. 155, Jan Lněnička č. 78, Josef Lněnička č. 50, Václav Lněnička č. 21, František Melša č. 8, Josef Motyčka č. 60, František Pulkrábek č. 71, Jan Rejman č. 15, Jan Stehlík č. 150, Jan Vopařil č. 48, Josef Stehlík č. 150, Jiří Sýkora č. 6, Václav Sýkora č. 6, Jan Šimek č. 128, František Tobek č. 89, Jan Vopařil č. 70, Karel Vopařil č. 70, Josef Vopařil č. 49, Josef Vopařil č. 89, Josef Žďára č. 30, Josef Žďára č. 20.

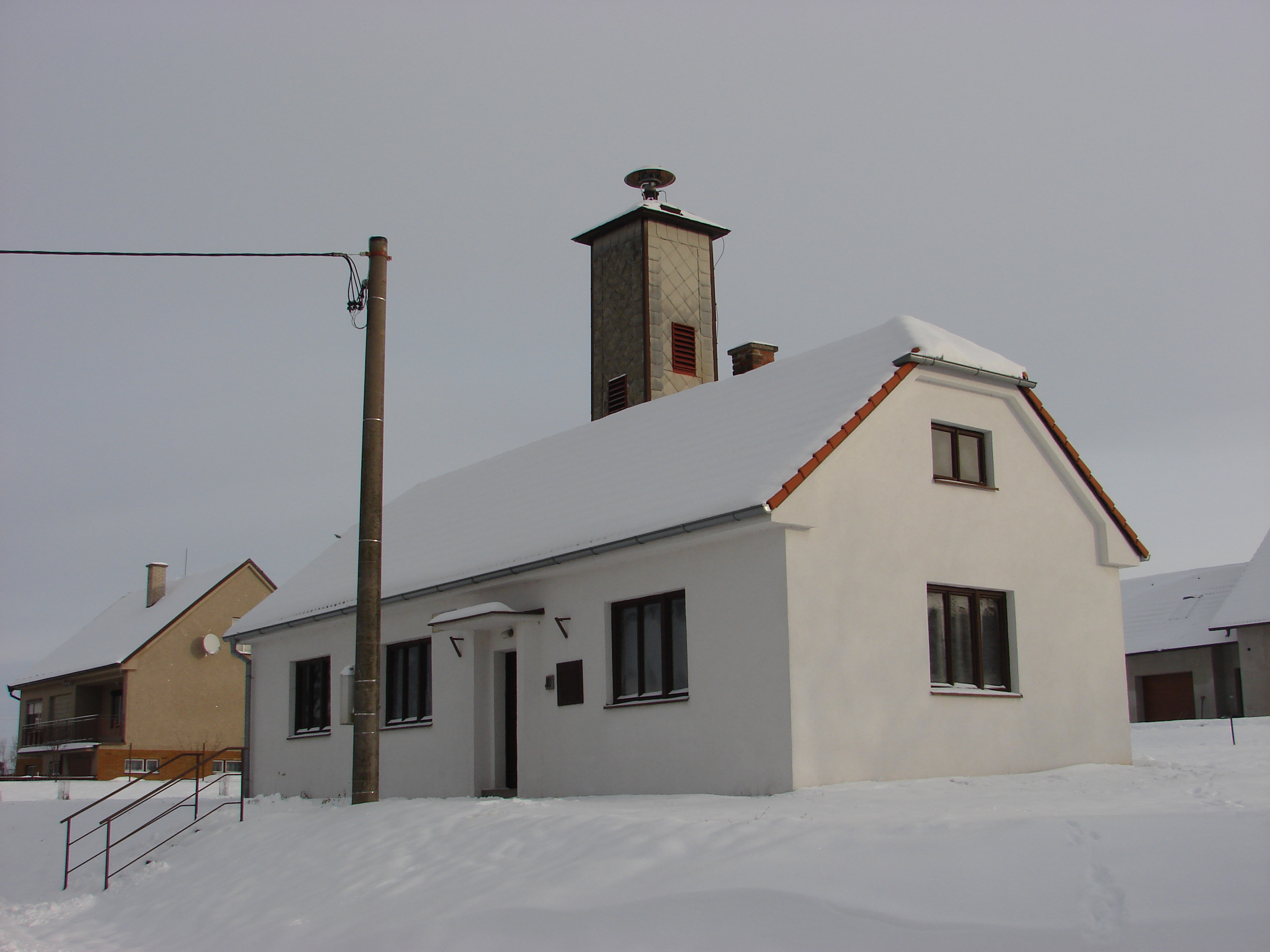
Krásnoves požární zbrojnice

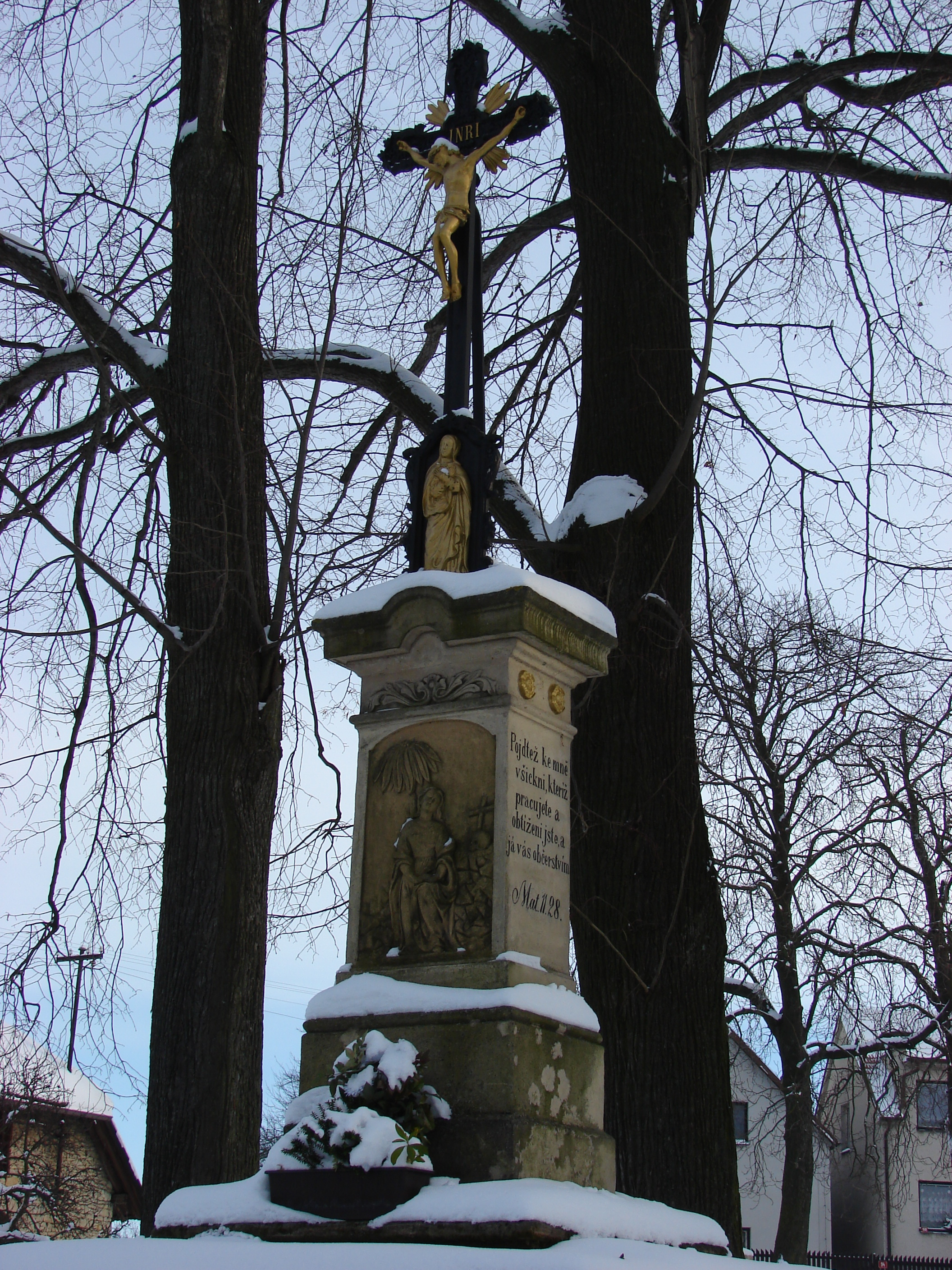
Krásnoves železný kříž

- Krásnoves požární zbrojniceKrásnoves železný křížželezný kříž u silnice s opukovým podstavcem - nápis: „Ó vy všickni, / kteříž jdete / cestou pozorujte / a vizte jestli bolest / jako bolest má. / Jer. 1,12“. Další nápis: „Nákladem / ctitelů kříže / Kristova / Postaven r. 1863 / opraven r. 1926 / r. 2000“

### Víska

#### Název obce
- Wiska (1764–1768, 1780–1783)
- Wyska (1836–1852)
- Vísky (1877–1880)

#### Památky
- železný kříž v blízkosti památných lip v horní části u silnice, nápis: „Ku cti a chvále / Spasitele / postaveno od obce / Horno - Ujezdské / v milostivém létě / 1901 / znovu zřízen r. 1957“
- železný kříž v obci, nápis: „Ke cti a chvále / Boží postaveno jest / nákladem manželů / Františka a Anny / Macha / čís. 107 roku 1863“

### Podlubníček

#### Název obce
- Lubnischek (1764–1768, 1780–1783)
- Lubníček (1836–1852)

#### Památky

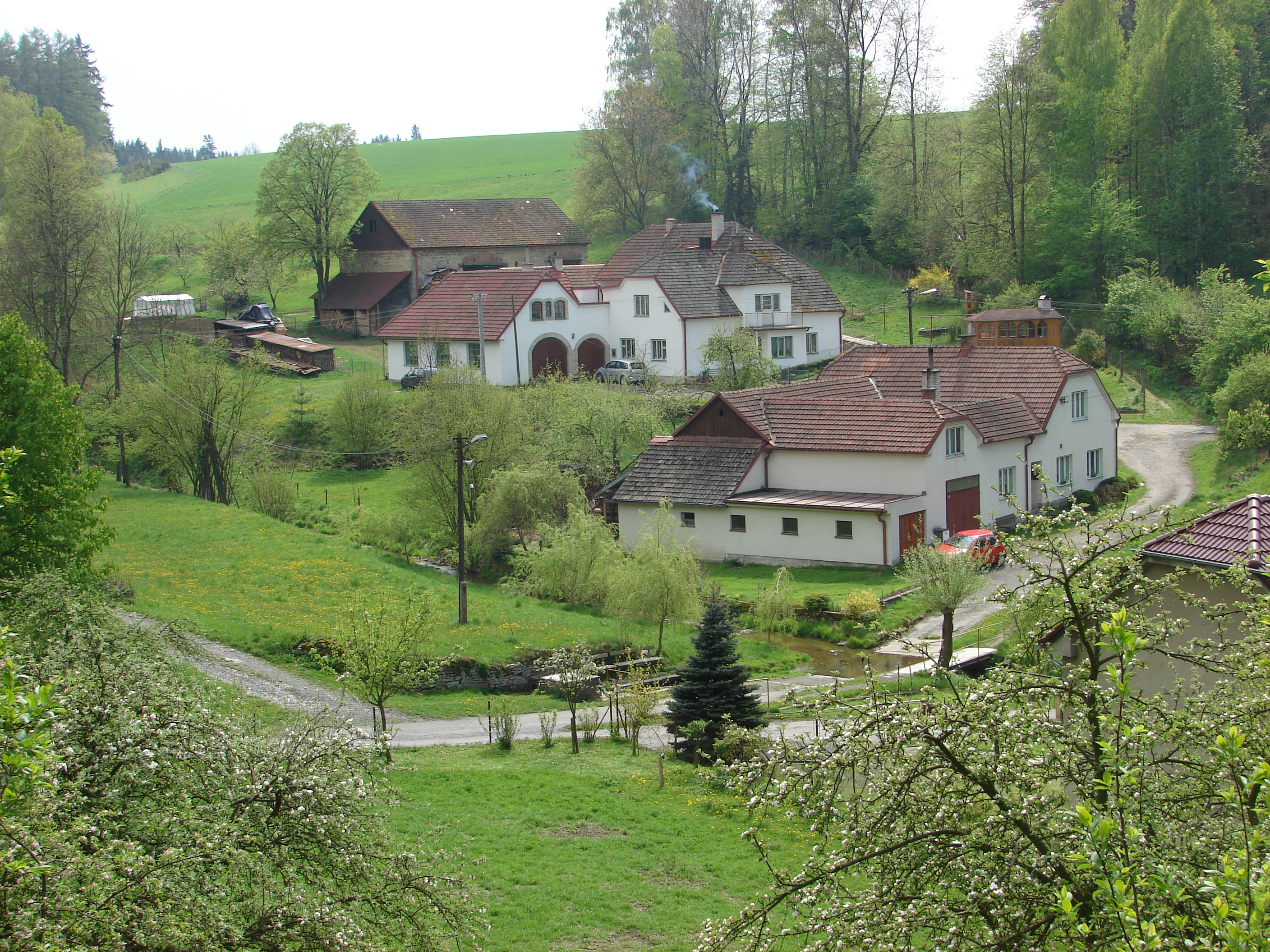
Podlubníček

- Podlubníčekželezný kříž na kamenném podstavci uprostřed části obce s nápisem: „Nákladem / Manželů Anny / a Josefa Motyčkových / z horního Ouvjesda / roku 1882 a Přemístěn, upraven / a posvěcen 9. 9. 2001“

### Cíkov

#### Název obce
- Čiku (1764–1768, 1780–1783)
- Podlubníček opukové skályČikow (1836–1852)
- Cíkov (1877–1880)

#### Historie
První písemná zmínka o obci pochází z roku 1167. 
V roce 1732 odtud prokazatelně odešla do exilu devítičlenná rodina Václava Kladiva. Rodina se znala s Janem Jílkem. Lidé utíkali nejen z Horního Újezda, ale i z Osíka, Morašic i odjinud.    
V 1. polovině 19. století existovala jednotřídní farní škola, od r. 1875 dvojtřídní, později trojtřídní obecná škola s českým jazykem vyučovacím. Mezi lety 1850–1960 Horní Újezd náležel do litomyšlského politického a soudního okresu. 19. srpna 1892 v Horním Újezdě shořel Mackův statek. Při likvidaci požáru zasahoval hasičský sbor z Osíka. V letech 1921–1952 zachována v archívu Litomyšl hlavní kniha Svépomocného dobytčího spolku pro koně pro Horní Újezd a Desnou.

#### Památky
Pamětní deska na „Boštíkově mlýně“ v Horním Újezdě čp. 10 s nápisem: „Na paměť rychtáře Horno-Újezdského Lukáše Pakosty. Žil v tomto mlýně – jako vůdce selského povstání na Litomyšlsku byl 13. srpna 1680 v Litomyšli popraven. Zemřel by jeho památka žila mezi námi.“ Železný kříž s kamenným podstavcem u silnice vedoucí obcí (vlevo). Datum na podstavci: 1857. O Vánocích (roku 2010 a 2011) byl v blízkosti kříže postaven betlém s výjevem narození Ježíše Krista.

## Sport
TJ Horní Újezd fotbalový klub
Tělovýchovná jednota Horní Újezd byla založen 11. října 1966. Muži Horního Újezdu hráli v roce 2022 Okresní přebor Pardubického kraje.

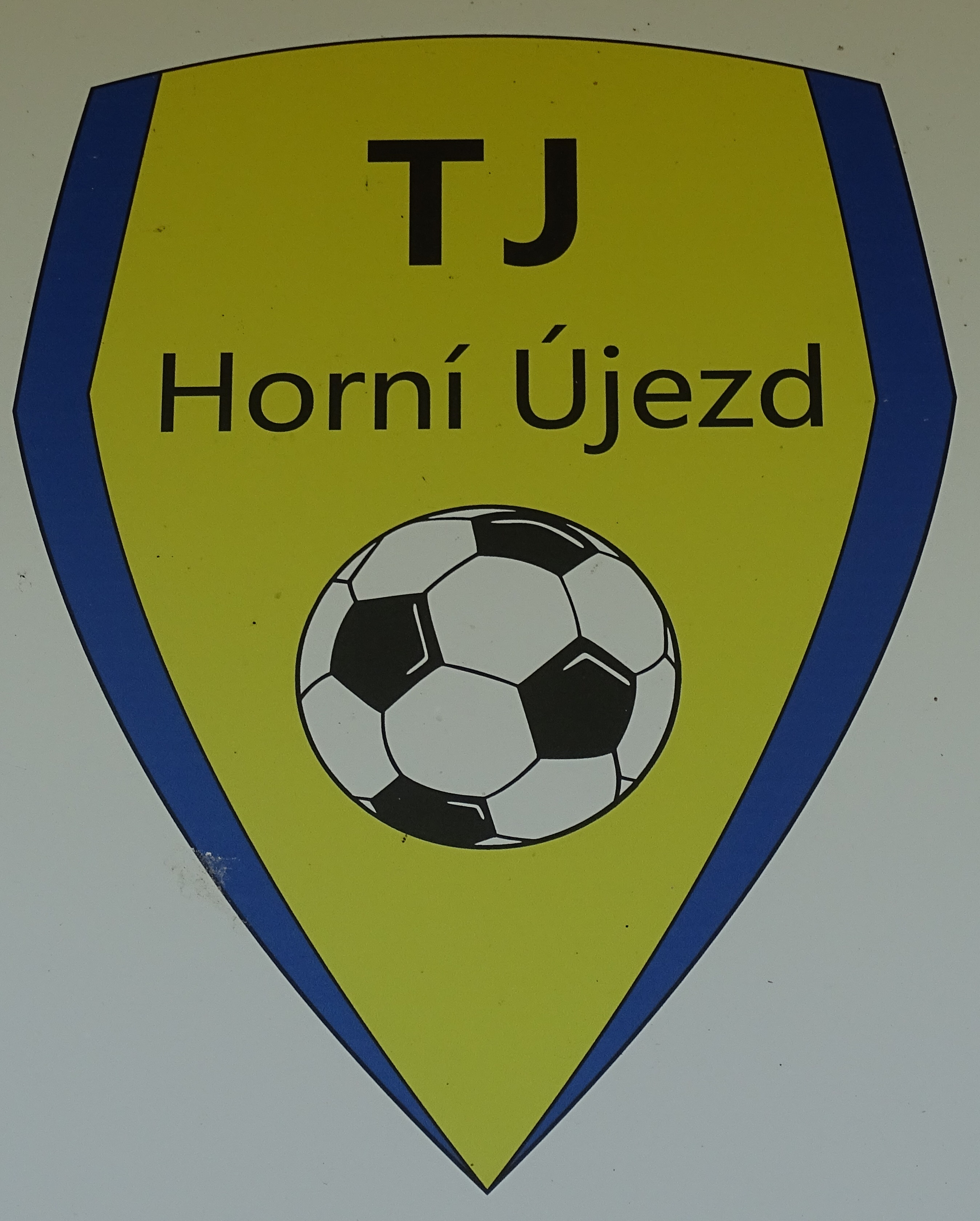
Znak TJ Horní Újezd

Dále soutěžil Horní Újezd v kategoriích starších žáků, mladších žáků, starší přípravka a mladší přípravka.

## Rodáci
Václav Boštík (1913–2005), malíř, grafik, ilustrátor